# Архиепархия Витории
Архиепархия Витории (лат. Archidioecesis Victoriensis Spiritus Sancti) — архиепархия Римско-Католической церкви с центром в городе Витория, Бразилия. В митрополию Витории входят епархии Кашуэйру-ди-Итапемирина, Колатины, Сан-Матеуша. Кафедральным собором архиепархии Витории является церковь Пресвятой Девы Марии.

## История
15 ноября 1895 года Римский папа Лев XIII издал буллу Sanctissimo Domino Nostro, которой учредил епархию Эспириту-Санту, выделив её из епархии Нитерой. Первоначально епархия Эспириту-Санту входила в митрополию Рио-де-Жанейро.
16 февраля 1958 года епархия Эспириту-Санту передала часть своей территории новым епархиям Кашуэйру-ди-Итапемирина и Сан-Матеуша. В этот же день Римский папа Пий XII выпустил буллу Cum territorium, которой переименовал епархию Эспириту-Санту в епархию Витории, одновременно возведя её в ранг архиепархии.
23 апреля 1990 года архиепархия Витории передала часть своей территории новой епархии Колатины.

## Ординарии архиепархии
- епископ João Batista Corrêa Nery (Neri) (29.08.1896 — 18.05.2902) — назначен епископом Позу-Алегри;
- епископ Fernando de Souza Monteiro (21.08.1901 — 23.03.1916);
- епископ Benedito Paulo Alves de Souza (28.01.1918 — 28.07.1933);
- епископ Luiz Scortegagna (28.07.1933 — 1.12.1951);
- епископ José Joaquim Gonçalves (15.12.1951 — 14.03.1957);
- архиепископ João Batista da Mota e Albuquerque (29.04.1957 — 27.04.1984);
- архиепископ Silvestre Luís Scandián (27.04.1984 — 14.04.2004);
- архиепископ Luiz Mancilha Vilela (14.04.2004 — 7.11.2018, в отставке);
- архиепископ Dario Campos, O.F.M. (7.11.2018 — 30.12.2024);
- архиепископ Ângelo Ademir Mezzari, R.C.I. (30.12.2024 — по настоящее время).

## Источник
- Annuario Pontificio, Libreria Editrice Vaticana, Città del Vaticano, 2003, ISBN 88-209-7422-3
- Булла Cum territorium Архивировано 9 августа 2012 года., AAS 50 (1958), стр. 665  (лат.)